# Monte Garibaldi
El monte Garibaldi es un estratovolcán canadiense potencialmente activo que se encuentra en el Sea to Sky Country de la Columbia Británica, a 80 km al norte de la ciudad de Vancouver. Situado en las montañas de la Costa Sur, es uno de los picos más reconocibles de la región de la Costa Sur, así como el volcán más conocido de la Columbia Británica. Se encuentra dentro de la cordillera Garibaldi de la cordillera del Pacífico.
Este complejo de cúpulas muy erosionadas ocupa la esquina suroeste del parque provincial Garibaldi con vistas a la ciudad de Squamish. Es el único volcán mayor del Pleistoceno en América del Norte que se sabe que se formó sobre un glaciar. Aunque forma parte del cinturón volcánico Garibaldi dentro del arco volcánico de las Cascadas, no se considera parte de la cordillera de las Cascadas.

## Historia humana

### Pueblos indígenas
Para los suquamish, el pueblo indígena local que vice en la región, la montaña se llama Nch'ḵay̓, que en su idioma significa 'Lugar Sucio' o 'Sucio'. y que hace referencia al agua fangosa del río Cheekye. La montaña, como otras localizadas en la zona, es considerada sagrada ya que juega una parte importante en su historia. En su tradición oral, transmitieron una historia de la inundación que cubría la tierra; durante ese tiempo, sólo dos montañas se elevaban sobre el agua y el monte Garibaldi era una de ellas. Fue en ella donde los supervivientes de la inundación engancharon sus canoas en el pico y esperaron a que las aguas se calmaran. La montaña también sirve como indicador del tiempo para la gente, ya que cuando las nubes cubren la cara de la montaña, señalan la llegada de la lluvia o la nieve. El uso ceremonial cultural, la caza, la captura y la recolección de plantas se dan alrededor del área del monte Garibaldi, pero el recurso más importante era un material lítico, la obsidiana, un vidrio volcánico negro que se usaba para fabricar cuchillos, cinceles, azuelas y otras herramientas afiladas en los tiempos previos al contacto con la civilización occidental. Ese material aparece en sitios que datan de hace 10 000 años hasta períodos de tiempo protohistóricos. La fuente de este material se encuentra en las partes altas de la zona montañosa en las elevaciones más altas que rodean la cordillera. 

### Historia posterior
El capitán y explorador británico George Vancouver llegó al Howe Sound en junio de 1792 y se convirtió en el primer europeo en ver la montaña. En esos días, George Vancouver se reunió y negoció con los nativos locales en el área.

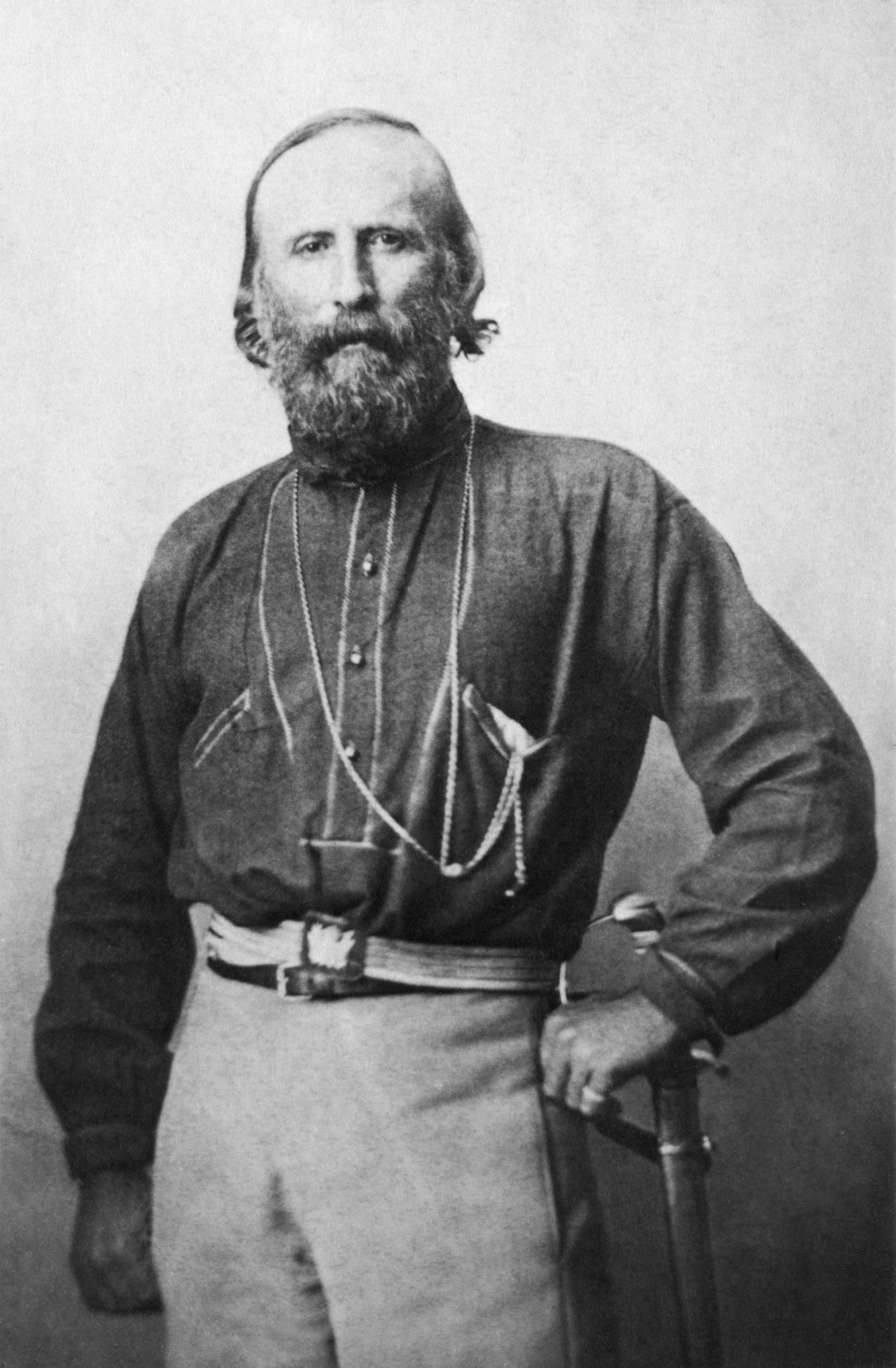
El monte Garibaldi fue nombrado en honor a 1860

En 1860, mientras realizaba un estudio del Howe Sound a bordo del buque de reconocimiento de la Marina Real HMS Plumper, el capitán George Henry Richards quedó impresionado por la gigantesca montaña que dominaba la vista hacia el noreste. El capitán Richards y sus oficiales renombraron la montaña en honor al líder militar y político italiano Giuseppe Garibaldi, que ese año había logrado unificar Italia. En agosto de 1907, varios alpinistas de Vancouver —A. Dalton, W. Dalton, A. King, T. Pattison, J.J. Trorey y G. Warren— alcanzaron la cima del monte Garibaldi. Las vistas desde la cima inspiraron el establecimiento de campamentos de escalada de verano en el lago Garibaldi. Este interés temprano llevó a la creación en 1920 de una reserva del parque.
En 1927, la montaña se convirtió en un gran parque natural llamado parque provincial Garibaldi. Llamado así por el monte Garibaldi, este parque de 1946,5 km² se estableció para proteger la rica historia geológica, la vegetación diversa, las aguas iridiscentes, la abundante vida silvestre y las escarpadas montañas, muchas de las cuales están cubiertas por glaciares.
Cuando se popularizó el esquí en la década de 1940, practicantes de Vancouver comenzaron a buscar los glaciares y las montañas escarpadas dentro del parque. Las primeras zonas esquiables se limitaron a las zona más fáciles de alcanzar alrededor del lago Garibaldi. El año1944 se construyó una carretera en Paul Ridge cerca de la pequeña comunidad de Squamish en el extremo norte del Howe Sound. Con un acceso más fácil, los esquiadores de Vancouver pasaron aún más tiempo en los glaciares del monte Garibaldi. El resultado de ello fue el establecimiento en la década de 1940 de la Travesía Névé Garibaldi, una aventura nocturna que (si el tiempo lo permite) puede incluir un buen descenso del monte Garibaldi.

## Geografía

### Picos subsidiarios

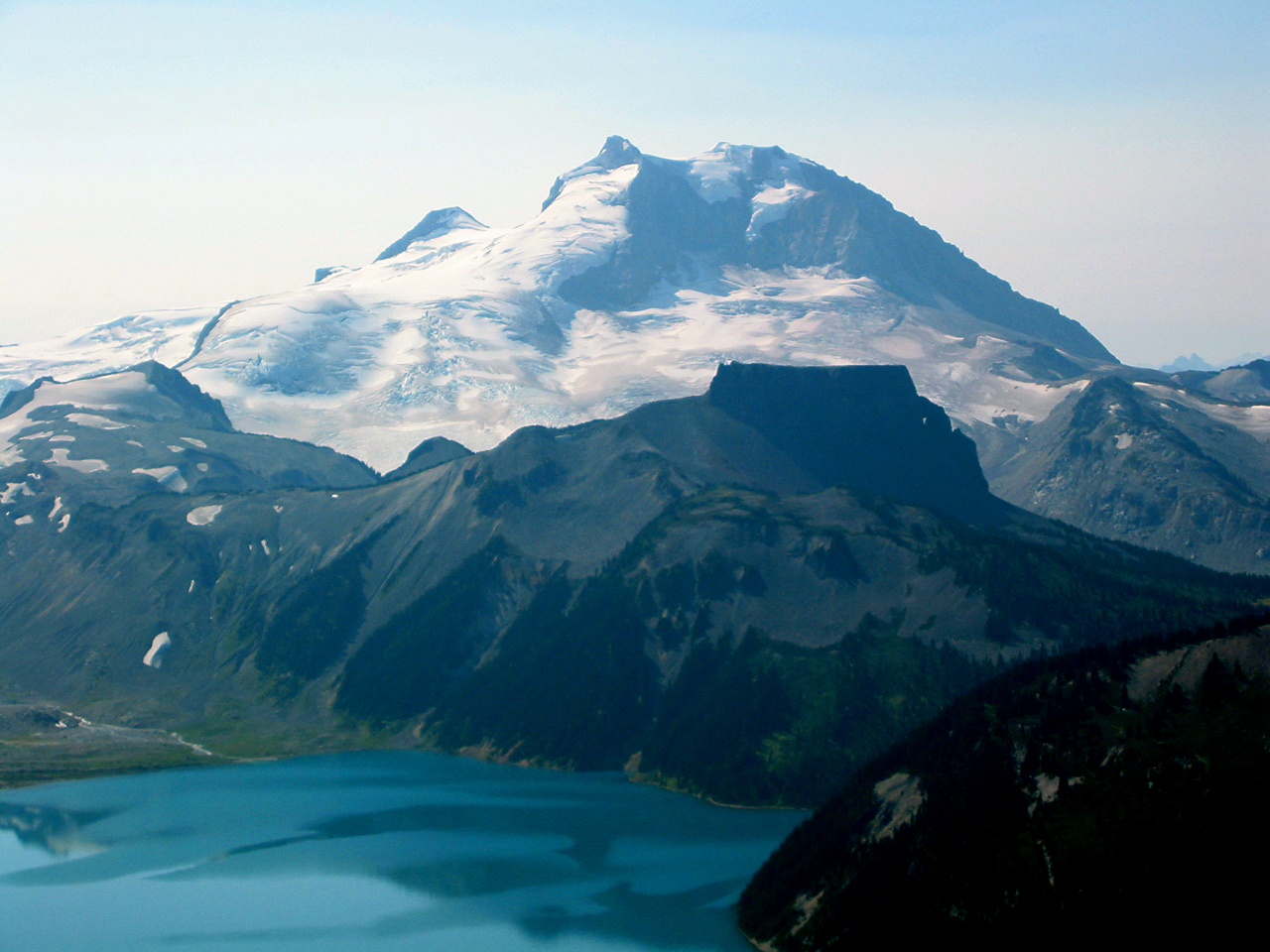
La cara norte del monte Garibaldi se eleva sobre la Mesa y el lago Garibaldi.

La amplia cima del monte Garibaldi tiene tres picos con nombre. El pico más alto tiene el nombre de la propia montaña, alcanzando 2678 m s. n. m.. El segundo pico más alto es la afilada pirámide del pico Atwell en el borde sur de la meseta de la cumbre, que alcanza una altura de 2655 m y se encuentra en el extremo suroeste del parque provincial de Garibaldi. Este pico lleva el nombre de Atwell Duncan Francis Joseph King, líder de la primera ascensión del monte Garibaldi en 1907. El más bajo de los tres es el redondeado Dalton Dome, de 2653 m de altura, al oeste de la cumbre más alta. Este pico lleva el nombre de Arthur Tinniswood Dalton, uno de los guías de la ascensión de 1907.
Una elevación del lado norte de la montaña, conocido como La Carpa, alcanza 2465 m y se encuentra en el parque provincial Garibaldi. Otra cumbre menor en el lado sur de la montaña, de 2056 m de altura, se conoce como Diamond Head (a veces Little Diamond Head) por su parecido con Diamond Head en Hawaii. Diamond Head fue el lugar de una propuesta de esquí y un pequeño refugio, ahora abandonado. El Sharkfin sobresale del glaciar Warren en el lado noreste de la montaña con una altitud de 2000 m, justo al noreste de Squamish. El pico Columnar se eleva en el lado sur de la montaña con una altura de 1826 m, justo al suroeste del lago Mamquam en el extremo suroeste del parque provincial Garibaldi. Dos pináculos de roca volcánica situados a 5 km al sur de la cumbre del monte Garibaldi, que alcanzan alturas de 1816 m y 1823 m, se conocen como las Gárgolas desde 1978.

### Glaciares y campos de hielo
Justo debajo del lado este del pico Atwell se encuentran dos glaciares, el Diamond Glacier al sureste y el superior glaciar Bishop al noreste. Directamente al norte de Atwell hacia el monte Garibaldi se encuentra una pequeña capa de hielo de gran altitud llamada glaciar Cheekye, cuyo nombre está asociado con el río Cheekye .
En los flancos este y norte del monte Garibaldi se encuentra un gran campo de hielo llamado Garibaldi Névé. Drena hacia el este en el río Pitt y al suroeste en el lago Garibaldi. Tiene una superficie de 35 km² y es una zona de nevadas importantes con más de 5 m en muchos inviernos. Se suele acceder al Garibaldi Névé desde el sur a través del glaciar Bishop o desde el norte a través del glaciar Sentinel. 

## Geología

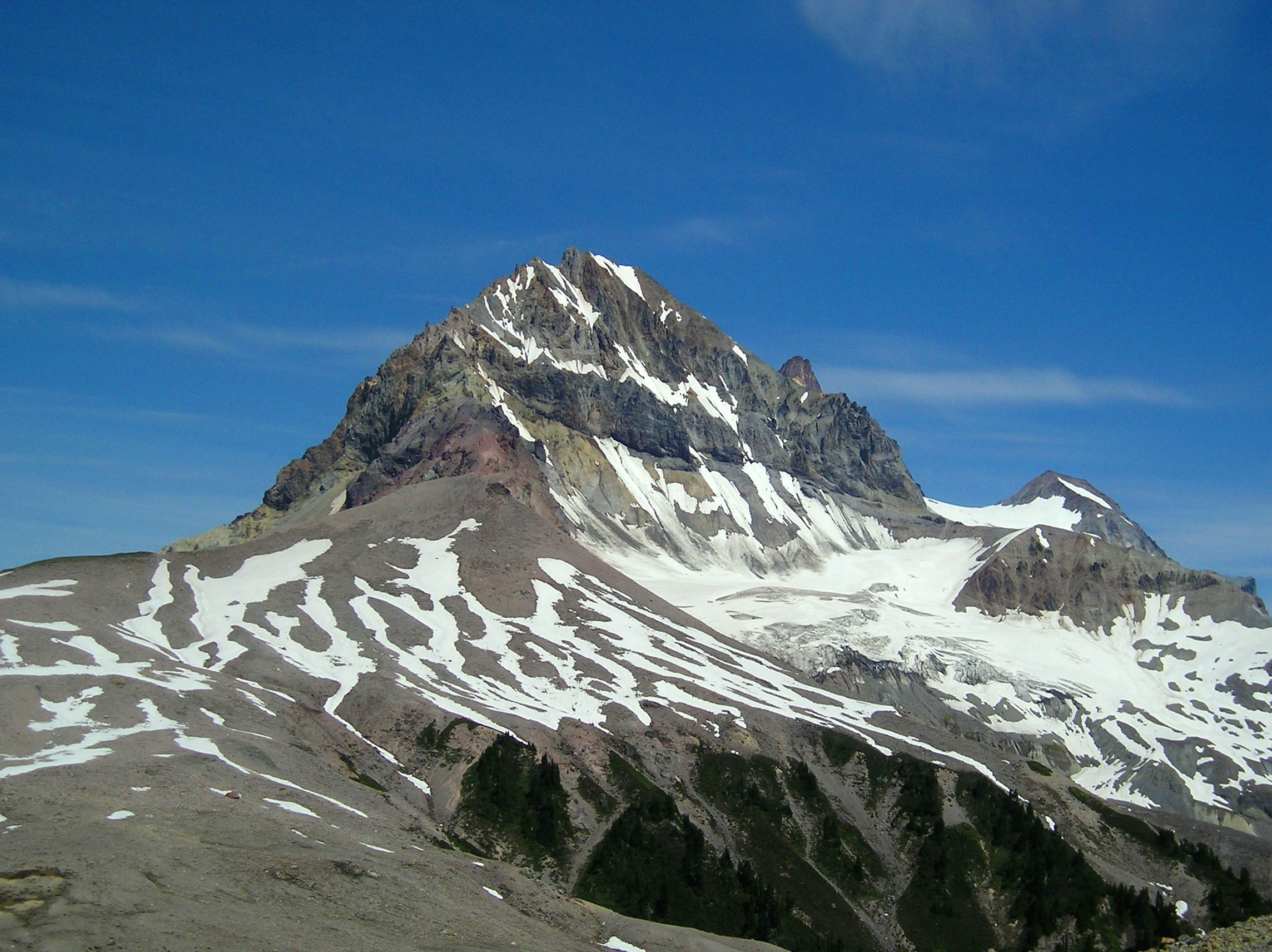
Pico Atwell

El monte Garibaldi se encuentra dentro del complejo costero Plutónico, que es el afloramiento de granito contiguo más grande de América del Norte. Las rocas intrusivas y metamórficas se extienden aproximadamente 1800 km a lo largo de la costa de Columbia Británica, el Mango de Alaska y el suroeste de Yukón. Se trata de un remanente de un otrora vasto arco volcánico llamado Arco de la Cordillera de la Costa que se formó como resultado de la subducción de las placas de Farallón y de Kula durante los períodos Jurásico-Eoceno. En cambio, las zonas de Garibaldi, Meager, Cayley y Silverthrone son de origen volcánico reciente.
El monte Garibaldi es uno de los pocos volcanes de la Cascada que está formado exclusivamente de dacita (el pico del Glaciar es el otro). La montaña tiene una forma asimétrica única porque su cono principal se fue formando sobre una parte de un gran sistema glaciar asociado con la capa de hielo de la Cordillera que desde entonces se ha derretido. A diferencia de muchos de los otros volcanes de la Cascada al sur, el Garibaldi no domina el paisaje circundante, que consiste en muchos picos altos y escarpados. Por lo tanto, muchos residentes de Vancouver no son conscientes de que hay un volcán más cercano a la ciudad que el más fácilmente visible monte Baker en el Estado de Washington. 

### Orígenes

Mapa de los centros del Cinturón Volcánico de Garibaldi, incluyendo la zona del monte Garibaldi.

El monte Garibaldi entró en erupción por primera vez hace unos 250 000 años y ha crecido constantemente desde entonces. Como todos los volcanes de la Cascada, el monte Garibaldi tiene sus orígenes en la zona de subducción de la Cascada, una larga frontera de placas convergentes que se extiende desde la isla de Vancouver hasta el norte de California. La zona de subducción separa las placas Juan de Fuca, placa del Explorador, placa de Gorda y Norteamericana. Aquí, la corteza oceánica del océano Pacífico se hunde bajo la de América del Norte a una tasa de 40 milímetros por año. El magma caliente que sube por encima de la placa oceánica descendente crea volcanes, y cada volcán individual entra en erupción durante unos pocos millones de años. 
La zona de subducción ha existido durante al menos 37 millones de años y ha creado una línea de volcanes llamada arco volcánico de las Cascadas que se extiende por más de 1000 km a lo largo de la zona de subducción. Varios volcanes en el arco están potencialmente activos. El pico Lassen en California, que entró en erupción por última vez en 1921, es el volcán más activo históricamente más meridional del arco, mientras que el macizo del monte Meager, justo al norte del monte Garibaldi, que entró en erupción hace unos 2350 años, generalmente se considera el más septentrional. Algunos geólogos consideran que unos pocos centros volcánicos aislados al noroeste del macizo del monte Meager, como la caldera de Silverthrone, que es un complejo de calderas circulares de 20 km de ancho, profundamente diseccionado, son el miembro más septentrional del arco.

### Estructura

Mapa topográfico de la zona de Garibaldi

El monte Garibaldi es mayor volcán del sur de la Columbia Británica. Como otros estratovolcanes, está compuesto por muchas capas de lava endurecida, tefra y ceniza volcánica. Las erupciones son de naturaleza explosiva, y la forma más común es de estilo peleano, que implica un magma viscoso, avalanchas brillantes de ceniza volcánica caliente y flujos piroclásticos. El magma de origen de esta roca se clasifica como ácido, con niveles de sílice de altos a intermedios (como en la riolita, la dacita o la andesita). Los depósitos de tefra tienen menor volumen y alcance que en las correspondientes erupciones plinianas y vulcanianas

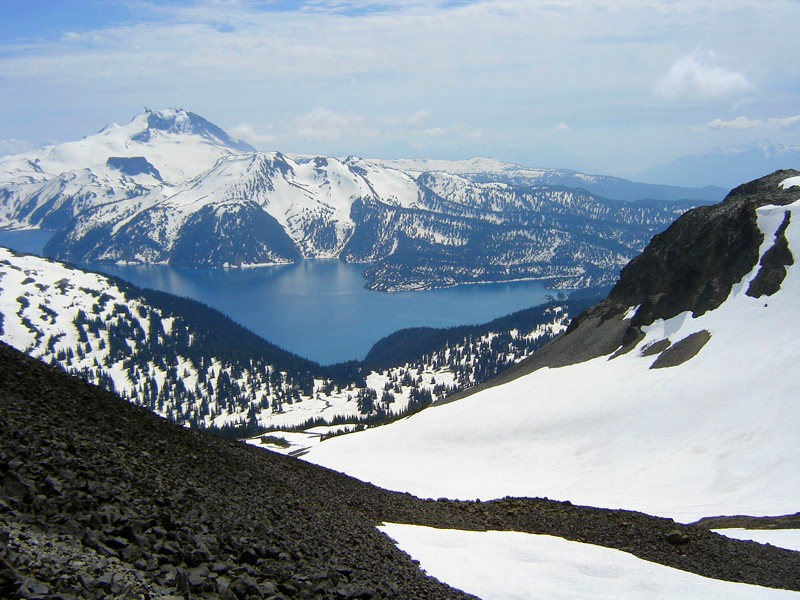
El monte Garibaldi, La Mesa y el lago Garibaldi vistos desde 2150 m

### Campo volcánico del lago Garibaldi
El monte Garibaldi está asociado con un grupo de pequeños volcanes que forman el campo volcánico del Lago Garibaldi. Una inusual estructura volcánica llamada La Mesa se encuentra entre el lago Garibaldi y el lonte Garibaldi. Este volcán de varios cientos de pies de altura y de punta plana está formado de capas de dacita andesítica que están dispuestas en forma de pila. La Mesa se formó a principios del Holoceno en un momento en que la capa de hielo de la Cordillera cubría la región. A medida que la lava del volcán subía, derretía la parte de la capa de hielo que estaba encima de la abertura de la Mesa, creando espacio para que la lava se moviera. Repetidas erupciones construyeron la pila de lava de paredes empinadas que se ve hoy en día. 
El Colmillo Negro es una gran aguja de roca volcánica oscura extensamente erosionada que tiene la forma de un colmillo de morsa. Se considera el remanente de un estratovolcán andesítico extinto que se formó entre hace 1,3 y 1,1 millones de años.
El monte Price, al oeste del lago Garibaldi, a 5 km al sur de El Colmillo Negro, se formó en tres etapas de actividad, que se remontan a 1,1 millones de años, la última de las cuales produjo dos grandes flujos de lava del pico Clinker durante el Holoceno temprano que se estancó contra la capa de hielo continental en retirada y formó La Barrera, que sirve de contención al lago Garibaldi 